# Chabařovice
Chabařovice (deutsch Karbitz) ist eine Stadt im Ústecký kraj in Tschechien und gehört dem Okres Ústí nad Labem an.

## Geographische Lage
Chabařovice befindet sich in Nordböhmen sieben Kilometer nordwestlich des Stadtzentrums von Ústí nad Labem (Aussig) am Ždírnický potok (Sernitz).

## Geschichte

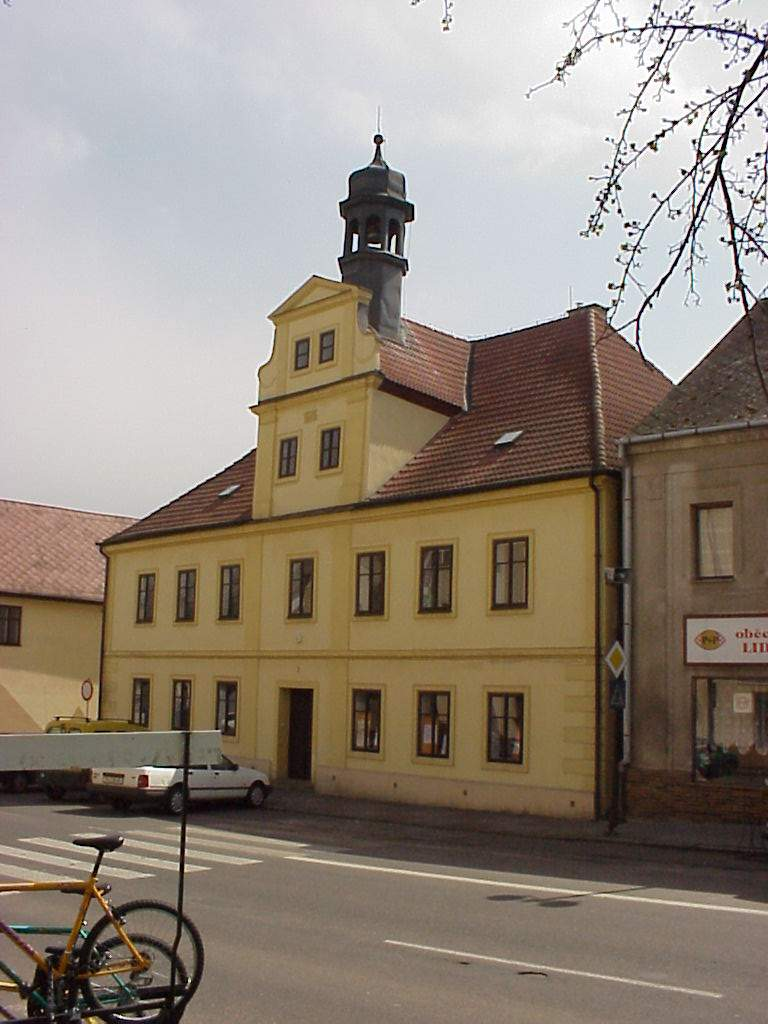
Rathaus Chabařovice

Der Ort am Fuß der Südabdachung des Erzgebirges wurde 1352 erstmals urkundlich als Kagrnitz erwähnt und war zu dieser Zeit ein Pfarrdorf in der Herrschaft Riesenburg.
Im Jahre 1426 fand auf halbem Wege nach Türmitz am Hügel Na Běhání  (Bihana Berg) die Schlacht bei Aussig zwischen Hussiten und deutschen Rittern statt, in der Andreas Prokop die zahlenmäßig stark überlegenen Kreuzritter schlug und dann plündernd nach Aussig zog.
Zum Ende des 15. Jahrhunderts wandelte sich der Ortsname in Karbitz. Karbitz besaß mindestens seit 1520 Stadtrecht und hatte auch das Braurecht inne. Die Verleihung des Rechts zur Führung eines Stadtwappens und -siegels erfolgte 1549 durch den böhmischen und römisch-deutschen König Ferdinand I. Die Bewohner der Stadt waren vorwiegend Ackerbürger. Nach dem Ende des Dreißigjährigen Krieges erlebte Karbitz seine Blütezeit. 1697 zerstörte ein Stadtbrand große Teile von Karbitz. Während der Napoleonischen Kriege erlitt die Stadt bei der Schlacht bei Kulm schwere Schäden.
Als 1740 der Abbau von Braunkohle begann, veränderte dies die Landschaft und den Charakter der Stadt. 1774 entstand die erste Braunkohlengewerkschaft. Der Wandel des Abbaus in Kohlenschächten hin zum Tagebaubetrieb hatte zur Folge, dass die südlich der Stadt gelegenen Orte devastiert wurden und Chabařovice eine Bergarbeitersiedlung wurde. Im Jahre 1858 erhielt Karbitz einen Bahnhof an der Aussig-Teplitzer Eisenbahn (ATE). 1882 fand in Karbitz der erste Massenstreik Böhmens statt. Von 1928 bis 1964 führte eine Linie der Aussiger Straßenbahn nach Karbitz. Ab Mitte des 19. Jahrhunderts war Karbitz Sitz des Bezirksgerichts Karbitz (Gerichtsbezirk Karbitz) bzw. Teil des Bezirks Außig.
Nach dem Ersten Weltkrieg wurde die deutsch besiedelte Stadt 1919 der neu geschaffenen Tschechoslowakei zugeschlagen. Nach dem Münchner Abkommen gehörte die Stadt von 1938 bis 1945 zum Landkreis Aussig im Reichsgau Sudetenland, Regierungsbezirk Aussig,  des Deutschen Reichs. Nach Ende des Zweiten Weltkriegs wurde die deutschsprachige Bevölkerung mehrheitlich vertrieben.
Der Tagebau Chabařovice machte bis 1984 die Verlegung der Bahntrasse notwendig, die früher im Westen an Karbitz vorbei über Wicklitz führte und danach östlich um die Stadt herum verläuft. Der heutige Bahnhof Chabařovice wird aufgrund der ortsfernen Lage nicht mehr im Reiseverkehr bedient.
Der Braunkohlenbergbau wurde 1997 eingestellt. Nach Beendigung der Rekultivierung wurde aus dem Tagebaurestloch der 2,5 km lange See Milada, der 2015 für die Öffentlichkeit freigegeben wurde. Er hat eine Fläche von 240 Hektar und dient der Naherholung. Seinen Namen erhielt er nach dem früheren Miladaschacht.
Neben einem Freibad besitzt Chabařovice einen Autocampingplatz. Zwei Kilometer östlich der Stadt verläuft die Trasse der Autobahn D8 Prag–Dresden. In der Stadt sind einige mittelständische Betriebe ansässig.

### Demographie
| Jahr | Einwohner | Anmerkungen           |
| ---- | --------- | --------------------- |
| 1830 | 1.046     | in 193 Häusern        |
| 1869 | 3.296     | [ 5 ]                 |
| 1880 | 4.030     | [ 5 ]                 |
| 1890 | 4.656     | [ 5 ]                 |
| 1900 | 5.473     | deutsche Einwohner    |
| 1910 | 6.151     | [ 5 ]                 |
| 1921 | 5.974     | [ 5 ]                 |
| 1930 | 6.165     | davon 1.478 Tschechen |
| 1939 | 5.324     | [ 7 ]                 |

| Jahr      | 1950  | 1961  | 1970  | 1980 1 | 1991 1 | 2001 1 | 2011 1 |
| Einwohner | 3.429 | 3.514 | 3.206 | 4.002  | 2.068  | 2.234  | 2.578  |

## Gemeindegliederung
Die Gemeinde Chabařovice besteht aus den Ortsteilen Chabařovice (Karbitz) und Roudníky (Raudnig). Grundsiedlungseinheiten sind Chabařovice, Roudníky, Vyklice (Wiklitz) und Zalužany (Senseln).
Das Gemeindegebiet gliedert sich in die Katastralbezirke Chabařovice, Roudníky, Vyklice und Zalužany u Vyklic.

## Sehenswürdigkeiten
- historisches Rathaus, 1609 errichtet
- Kirche der Geburt Mariae aus dem Jahre 1352
- St. Wenzelskirche in Roudníky
- Kapelle Johannes des Täufers, das sogenannte Johanneskirchel entstand 1765 südöstlich der Stadt an einer Einsiedelei
- Denkmal der Schlacht bei Aussig, das ursprünglich auf dem Hügel Na Běhaní gestandene Denkmal befindet sich heute am Johanneskirchel
- Denkmal für Andreas Prokop, am Johanneskirchel

## Städtepartnerschaften
- Drebach, Sachsen (im Aufbau)

## Söhne und Töchter der Stadt
- Gerhard Bondi (1911–1966), deutscher Ökonom, Professor für Wirtschaftsgeschichte
- Emmy Loose (1914–1987), österreichische Kammersängerin
- Ehrenfried Patzel (1914–2004), tschechoslowakischer Fußballnationalspieler
- Friedl Loor (1919–2017), österreichische Operettensängerin und Schauspielerin
- Theo Braun (1922–2006), österreichischer Maler und Grafiker
- Fritz Hieke (1930–2015), Entomologe und Kurator